# 王君廓
王 君廓（おう くんかく、生没年不詳）は、隋末の民衆叛乱の指導者。唐に帰順して幽州都督となったが、乱を起こした。本貫は、并州石艾県。

## 経歴
幼くして孤児となり、馬の仲買人になった。素行は悪く、盗みをよくした。大業末年、人々を集めて隋にそむき、夏県・長平県を掠奪した。河東郡丞の丁栄が君廓に使者を送って招諭しようとした。君廓は山谷の中に兵を伏せて丁栄を騙し討ちにした。また韋宝・鄧豹らと連係して虞郷を掠奪した。宋老生と戦って不利に陥ると、いつわって降伏を願い出て哀訴し、宋老生が油断している隙に遁走した。 
617年、李淵が起兵すると、君廓を召したが、君廓は従わず李密に帰した。李密は君廓を礼遇しなかったので、君廓は唐に帰順した。上柱国の位を受け、河内太守を代行し、常山郡公に封ぜられた。遼州刺史に転じ、上谷郡公に徙封された。621年、洛陽での戦いで戦功があり、右武衛将軍に任ぜられた。王世充の部将の魏隠を破り、緱氏の糧道を断ち、食糧運搬船三十隻を鎮めた。彭国公に封ぜられ、幽州に駐屯した。突厥の侵攻を迎撃し、敵兵二千を斬り、馬五千匹を鹵獲した。627年、廬江王李瑗が乱を起こすと、君廓は李瑗を捕らえる功績を挙げた。幽州都督に任ぜられ、李瑗の財産を賜り、左光禄大夫に進んだ。
君廓は官職にあっても法律を守らず、長史の李玄道に取りしまられ、関係が険悪化した。ときに太宗に召されて渭南まで来たとき、房玄齢と李玄道のあいだの手紙を見て、自分を陥れようとしているのではないかと疑い、恐れて乱を起こし駅史を殺した。突厥に亡命しようとしたが、在野の人に斬り殺された。太宗はかれの功績を思って、遺体を収容して葬り、かれの家族をもとどおり待遇した。しかし御史大夫温彦博が君廓は叛臣であると弾劾したので、庶人に落とされた。

## 伝記資料
- 『旧唐書』巻六十 列伝第十「王君廓伝」
- 『新唐書』巻九十二 列伝第十七「王君廓伝」